# ソビエト極北防衛隊慰霊碑
ソビエト極北防衛隊慰霊碑（ソビエトきょくほくぼうえいたいいれいひ、露: Защитникам Советского Заполярья）または大祖国戦争時ソビエト極北防衛隊慰霊碑（露: Защитникам Советского Заполярья в годы Великой Отечественной войны, 英: The memorial to the Defenders of the Soviet Arctic during the Great Patriotic War）は、ロシア・ムルマンスクにある慰霊碑である。
愛称は、アリョーシャ（露: Алёша, 英: Alyosha）であり、ロシアの英雄、アリョーシャ・ポポーヴィチに由来する。「アリョーシャ」は、ロシアに多い名前の1つであり、「防衛者」を意味する。

## 概要
像は35.5メートルの高さをもち、台座は7メートルの高さをもつ。像の重量は、5,000トンを超える。カーボヴェルデ (Cape Verde) と呼ばれる、海抜173メートルの丘の上に建てられている。

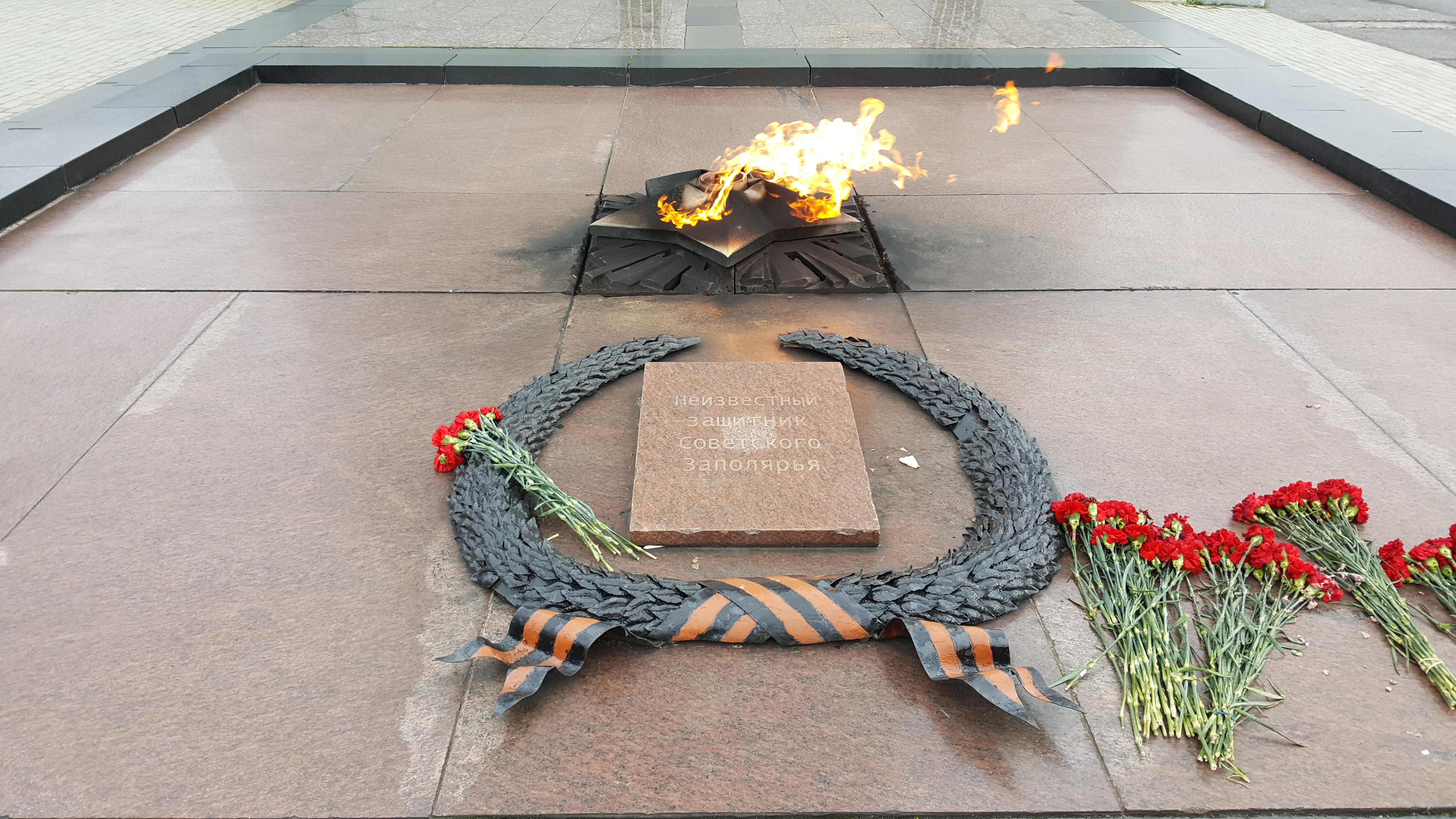
永遠の炎

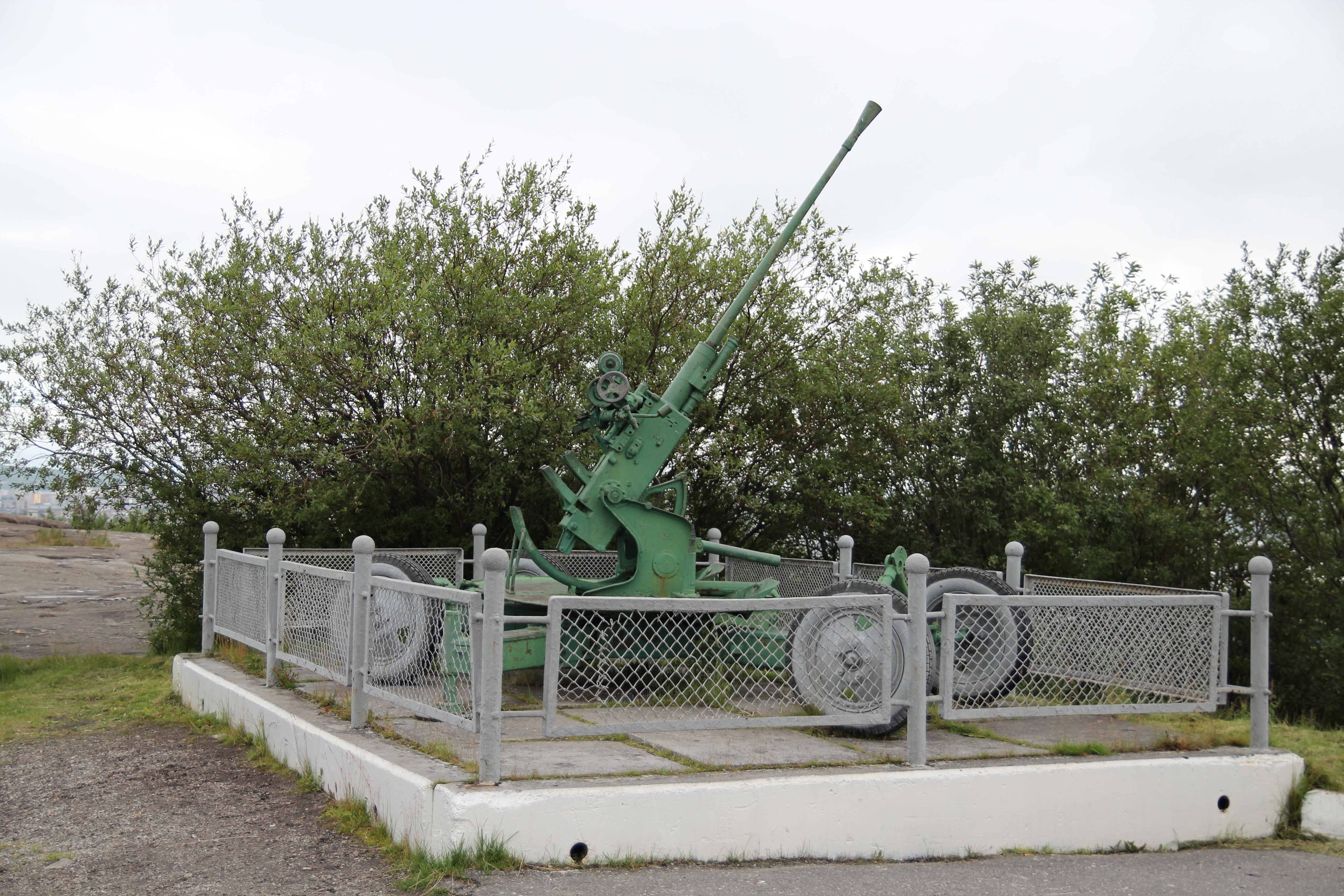
対空砲

像は、ソビエト兵を象ったものである。像は、レインコートに身を包み、ヘルメットを被り、肩に機関銃を担いでおり、ザーパドナヤ・リッツァ川の右岸にある栄光の谷に視線を向けている。栄光の谷では、第二次世界大戦期の独ソ戦の折に猛烈な戦闘が発生し、多くのソビエト兵が埋葬された（ムルマンスク#大祖国戦争下のムルマンスク、銀狐作戦参照）。
像の中は空洞になっており、足元から頭部まで続く螺旋階段が設けられている。像は、コンクリートで造られている。モスクワで製造された後にムルマンスクまで運搬されてきた大きな型に、コンクリートを流し込んで造られた。慰霊碑には、ピラミッドや永遠の炎の他に、2基の対空砲が含まれる。

## 来歴
当慰霊碑は、独ソ戦においてソビエト連邦の防衛に当たった兵士を慰霊することを目的として建設された。慰霊碑を建設するというアイデアは、工作艦の作業チームによって生み出された。1965年10月、作業チームによって慰霊碑建設のための資金を集めることが新聞紙上で呼びかけられた。集められた資金の額は、1969年までに175,000ルーブルに達している。
建設プロジェクトは、彫刻家のイサーク・ブロツキーと建築家のイーゴリ・ポクロフスキーによって進められた。慰霊碑の建設工事は、1974年5月より開始された。同年10月19日、当慰霊碑が一般公開される。1975年5月9日、身元不明の戦士の埋葬が行われ、永遠の炎が点火される。